# Aspekt förlag
Aspekt förlag är ett svenskt förlag som sedan 2010 utger samtida tjeckisk litteratur i svensk översättning. Förlaget drivs av de tre översättarna Mats Larsson, Tora Hedin och Lova Meister.

## Författare som utkommit på förlaget
- Michal Ajvaz
- Jan Balabán
- Radka Denemarková
- Emil Hakl
- Bohumil Hrabal
- Květa Legátová
- Mardoša
- Jaroslav Rudiš

## Aspekts utgivning
- 2010 – Michal Ajvaz, En annan stad (Druhé město), ISBN 978-91-979100-0-2, översättning Tora Hedin
- 2010 – Emil Hakl, Föräldrar och barn (O rodičích a dětech), ISBN 978-91-979100-1-9, översättning Mats Larsson
- 2010 – Jaroslav Rudiš, Himmel under Berlin (Nebe pod Berlínem), ISBN 978-91-979100-2-6, översättning Lova Meister
- 2012 – Jan Balabán, Fråga pappa (Zeptej se táty), ISBN 978-91-979100-4-0, översättning Mats Larsson
- 2012 – Mardoša, Nanobook, ISBN 978-91-979100-3-3, översättning Lova Meister
- 2013 – Květa Legátová, Hana och Joza (Jozova Hanule), ISBN 978-91-979100-5-7, översättning Tora Hedin
- 2014 – Bohumil Hrabal, Den lilla staden där tiden stannade (Městečko, kde se zastavil čas), ISBN 978-91-979100-6-4, översättning Mats Larsson
- 2015 – Emil Hakl, Regler för löjligt uppförande (Pravidla směšného chování), ISBN 978-91-979100-7-1, översättning Mats Larsson
- 2016 – Radka Denemarková, Pengar från Hitler: en sommarmosaik (Peníze od Hitlera: letní mozaika), ISBN 978-91-979100-8-8, översättning Karin Eriksson